# Levi Lincoln, Jr.
Levi Lincoln, Jr. (25 de Outubro de 1782 – 29 de Maio de 1868) foi um político e advogado americano de Worcester, Massachusetts. Foi o 13º Governador de Massachusetts (1825-1834) e representou o estado na Câmara dos Representantes dos Estados Unidos (1834-1841). O mandato de nove anos de Lincoln como governador é o serviço consecutivo mais longo da história do estado; apenas Michael Dukakis (12 anos), John Hancock (11 anos) e Caleb Strong (10 anos) exerceram mais anos, mas não foram consecutivos.
Filho de Levi Lincoln, Sr., um famoso advogado de Worcester, estudou direito e entrou na câmara do estado em 1812 pelo Partido Democrata-Republicano. Apoiou a Guerra de 1812 (uma posição minoritária em Massachusetts dominado pelos Federalistas e opôs-se à Convenção de Hartford. Nos dez anos seguintes, sua política moderou e foi eleito governador em 1825, com uma grande diferença apartidária, depois de exercer um ano no Supremo Tribunal Judicial de Massachusetts. Lincoln supervisionou o desenvolvimento econômico significativo em Massachusetts durante seu mandato e emitiu o primeiro veto de um governador de Massachusetts. Lincoln e Daniel Webster lideraram as forças na fundação do Partido Nacional Republicano (mais tarde Whig) em Massachusetts, que dominou a política do estado até a década de 1850.
Lincoln foi eleito para o Congresso em 1835, exercendo na Câmara dos Representantes até 1841, quando o Presidente William Henry Harrison nomeou-o cobrador do Porto de Boston. Era uma grande força cívica e filantrópica em Worcester, possuindo e desenvolvendo terras na cidade e exercendo como o primeiro prefeito em 1848.

## Início da carreira política
Levi Lincoln nasceu em Worcester, Massachusetts no dia 25 de Outubro de 1782, o primeiro filho de Levi Lincoln, Sr. e Martha Waldo Lincoln. Seu pai era um advogado que logo depois assumiu um lugar de destaque na política do estado. Lincoln frequentou na Harvard College, formou-se em 1802, estudou direito com seu pai e foi aceito na Ordem em 1805. Nessa época, seu pai havia exercido como Procurador-Geral dos Estados Unidos e era uma figura dominante na política de Worcester e nos assuntos do Partido Democrata-Republicano do estado.
Lincoln foi eleito para o Senado de Massachusetts em 1812 como Republicano, onde apoiou a Guerra de 1812, uma posição minoritária em um estado dominado pelos Federalistas. Em 1814, foi eleito para a Câmara dos Representantes de Massachusetts, onde opôs-se à Convenção de Hartford, uma reunião de delegados Federalistas dos estados da Nova Inglaterra para expor queixas sobre a condução da guerra. Exerceu mandatos na câmara do estado até 1822, o último ano como Presidente da Câmara. Foi eleito para a Convenção Constitucional de Massachusetts de 1820 até 1821, convocada após a separação do Maine do estado. A separação do Maine incluiu a divisão de suas extensas terras públicas, nas quais Massachusetts mantinha uma participação acionária. Lincoln representou Massachusetts na comissão que supervisionava a divisão dessas terras.
Nesse período, as visões políticas de Lincoln moderaram-se progressivamente e passou a ser visto como relativamente apartidário em relação à divisão Republicano-Federalista. Sua oposição à Convenção de Hartford aumentou a sua imagem e durante os contenciosos debates da Convenção Constitucional, manteve relações positivas com amigos e inimigos políticos. Em 1823, foi eleito vice-governador, exercendo sob a Governadoria do moderado Governador Republicano William Eustis. Em 1824, Eustis nomeou-o para preencher uma vaga no Supremo Tribunal Judicial de Massachusetts, criada pela renúncia do juiz do Maine, George Thatcher. Naquele ano, foi eleito Membro da Academia Americana de Artes e Ciências.

## Governador
Em 1825, Lincoln foi abordado pelos líderes do partido Republicano sobre candidatar-se a governador. Adotando uma postura firmemente centrista, recusou-se a concorrer como candidato a um único partido. Quando uma bancada Federalista apoiou a indicação, concordou em permanecer e venceu a eleição com uma grande diferença contra uma oposição insignificante. Nos cinco anos seguintes, ficou praticamente sem oposição, apenas ocasionalmente enfrentando a oposição do que eram basicamente candidatos de uma causa única e do eterno fraco candidato Democrata Marcus Morton. O historiador Ronald Formisano caracteriza a administração de Lincoln como "basicamente uma administração proto-Whig Nacional Republicana". Em 1832, os partidos da oposição começaram a ganhar força e ganhou uma pequena maioria sobre a oposição Democrata e Anti-Maçônica.
Questões de desenvolvimento econômico dominaram o mandato de Lincoln no cargo. Apoiava regularmente as iniciativas de desenvolvimento e trabalhou para alterar as leis estaduais para limitar a responsabilidade dos investidores corporativos. Ordenou as primeiras pesquisas geográficas e topográficas do estado. A abertura em 1825 do Canal de Erie (que liga Nova York aos Grandes Lagos) e o Canal Blackstone (que liga Worcester a Providence, Rhode Island) em 1828 apresentaram desafios ao domínio de Boston como um centro de expedição. Lincoln propôs desde cedo um canal que ligava Boston ao Rio Connecticut, mas essa ideia nunca foi aceita. Seu governo finalmente aprovou planos para a construção de uma ferrovia que liga Boston a Albany, Nova York, fretando sua primeira etapa, a Ferrovia Boston e Worcester, em 1831.
O alvará ferroviário foi emitido em consequência de uma polêmica sobre a natureza dos alvarás corporativos emitidos pelo estado que levaram ao primeiro veto de um governador de Massachusetts. Em 1826, após vários anos de pressão de seus defensores, a câmara concedeu um alvará à Warren Bridge Company para uma segunda ponte que liga Boston a Charlestown. Os proprietários propuseram que a ponte cobrasse pedágios por apenas seis anos e depois tornaria-se livre. Os proprietários da concorrente Charles River Bridge, que também cobravam pedágios, contestaram, alegando que o Estado havia concedido um alvará exclusivo para a travessia e prevaleceram em Lincoln para vetar o novo alvará. E vetou; o veto foi anulado na Câmara, mas não no Senado. O veto provocou várias críticas dos defensores populistas da nova ponte, que criaram o Partido da Ponte Livre e colocaram William C. Jarvis contra Lincoln nas eleições de 1827. Lincoln aprovou o alvará quando foi reenviado em 1828, depois que os proprietários da Charles River Bridge iniciaram uma ação judicial. Com Daniel Webster como advogado, o caso Charles River Bridge v. Warren Bridge chegou à Suprema Corte dos Estados Unidos, que em 1837 determinou que o estado não havia concedido privilégios exclusivos aos proprietários da Charles River Bridge.
A saúde pública e as instituições correcionais foram expandidas durante o mandato de Lincoln. O primeiro hospital psiquiátrico do estado, o Worcester Lunatic Asylum, foi autorizado em 1830 e aberto em 1833. A prisão estadual, construída em Charlestown em 1805, tinha sido muito tempo motivo de agitação por reformas. Foi ampliada em 1829 e convertida em operação de acordo com as mais recentes ideias do sistema Auburn. Uma ideia de reforma proposta por Lincoln não recebeu a iniciativa da câmara: em 1826 e 1827, promoveu a ideia de criar uma Escola Normal para padronizar a educação dos professores. Não foram criadas até a administração de Edward Everett no final da década de 1830.
Lincoln foi responsável por uma das principais nomeações judiciais em Massachusetts no século XIX. Após a morte do Juiz Isaac Parker, chefe do Supremo Tribunal Judicial de Massachusetts, Lincoln ofereceu o cargo a Lemuel Shaw, um advogado com uma sólida reputação que estivera em Harvard com ele e serviu com o mesmo na câmara. Shaw a princípio recusou o cargo, mas Lincoln e Daniel Webster acabaram persuadindo-o para aceitar o cargo. Shaw chefiou a corte por trinta anos, período que incluiu muita jurisprudência inovadora.
O mandato de Lincoln como governador é o serviço consecutivo mais longo da história do estado. Apenas Michael Dukakis, John Hancock e Caleb Strong exerceram por mais anos, mas seus mandatos não foram todos consecutivos. O irmão de Lincoln, Enoch, foi Governador do Maine entre 1827 e 1829; foram os dois primeiros irmãos a serem governadores simultaneamente. As combinações posteriores de irmãos como governadores incluem John (Califórnia) e William Bigler (Pensilvânia) na década de 1850, Nelson (Nova York) e Winthrop Rockefeller (Arkansas) nas décadas de 1960 e 1970 e George W. Bush (Texas) e Jeb Bush (Flórida) de 1999 a 2000.
Lincoln foi um dos vários políticos cuja liderança levou ao estabelecimento sólido dos Nacionais Republicanos e seus sucessores, os Whigs. O Partido Nacional Republicano em Massachusetts criou uma coalizão de ex-Republicanos Jeffersonianos (liderados por Lincoln) e ex-Federalistas (liderados por Daniel Webster), que uniram-se para apoiar o presidente John Quincy Adams no final da década de 1820. Lincoln recusou criticamente uma oferta de cargo no Senado dos Estados Unidos em 1827, citando a necessidade de permanecer no estado e fortalecer a então frágil organização Nacional Republicana. O Partido Whig, que sucedeu aos Nacionais Republicanos, dominou a política do estado até 1854.

## Congressista
Em 1833, Lincoln decidiu não concorrer à reeleição, pretendendo retornar ao consultório particular. Em vez disso, foi persuadido no início de 1834 para concorrer à vaga no Congresso do colega de Worcester do Partigo Whig John Davis, que havia sido eleito governador. A disputa para governador foi dividida de três maneiras e ninguém havia conquistado a maioria, enviando a eleição ao legislativo do estado para decidir. John Quincy Adams, que concorrera com a chapa Anti-Maçônica, abandonou e endossou Davis, preferindo-o do que a Morton e Davis foi escolhido pelo legislativo em Janeiro de 1834. Davis também foi reeleito para sua vaga no Congresso e renunciou para assumir o governo. Em uma eleição especial em Fevereiro, Lincoln foi eleito para a vaga no Congresso. Lincoln exerceu na Câmara dos Representantes até 1841. Não destacou-se particularmente no Congresso, geralmente apoiando a agenda dos Whig e assumindo uma posição firme na disputa pendente entre o Maine e a província britânica (agora canadense) de Nova Brunswick.
Em 1841, o Presidente William Henry Harrison nomeou Lincoln cobrador do Porto de Boston, cargo que ocupou até Setembro de 1843. No que o biógrafo Kinley Brauer chama de "única aposentadoria involuntária em sua carreira", Lincoln foi substituído pelo Democrata Robert Rantoul, Jr. por ordem do Presidente John Tyler. Em seu último cargo estadual, Lincoln ganhou dois mandatos no senado do estado a partir de 1844, exercendo como presidente do órgão.

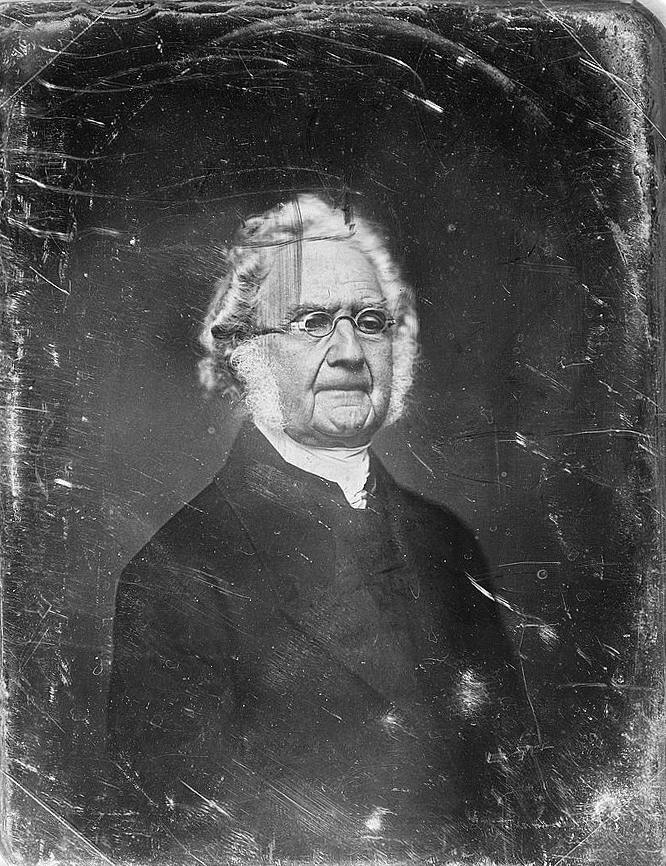
Daguerreótipo por Mathew Brady provavelmente de Levi Lincoln Jr.

## Expansão de Worcester
Lincoln herdou propriedades consideráveis no centro de Worcester de seu pai e suas atividades de desenvolvimento dessas e de outras terras que adquiriu tiveram um grande impacto na reputação da cidade no século XIX. Comprou e doou para a cidade a terra que tornou-se Elm Park; o parque e o bairro adjacente formam o Distrito Histórico de Lincoln Estate-Elm Park. Quando Worcester era menor, havia pouca divisão de classe entre seus vários bairros; no entanto, aqueles que Lincoln criou no lado oeste da cidade tornaram-se o local onde os elementos mais ricos da sociedade de Worcester escolheram morar.
Entre as décadas de 1820 e 1840, Worcester, a princípio uma cidade de tamanho modesto, registrou um crescimento significativo. Isso foi estimulado pela construção do Canal Blackstone e depois pela ferrovia, que o ligava a Boston. A cidade registrou um rápido crescimento industrial e uma crescente diversificação de sua população, especialmente pelos Irlandeses-Americanos que ajudaram a construir o canal. Havia tensão política entre as elites mais antigas, Lincoln entre elas, e a crescente classe trabalhadora industrial. A chegada de imigrantes irlandeses na década de 1840 levou a um aumento da atividade de gangues de rua e violência, à medida que os sistemas sociais da cidade esforçavam-se para lidar com o influxo. Isso levou a pedidos para a cidade receber um alvará municipal, que foi concedida pelo estado em 1848.
Na primeira eleição para prefeito realizada naquele ano, Lincoln concorreu com Rodney Miller, um defensor da temperança local em torno da qual a oposição às elites da cidade uniram-se. Lincoln levou a eleição em mais de dez por cento e tornou-se o primeiro prefeito da cidade. Ocupou o cargo por um ano, durante o qual foi anfitrião de Abraham Lincoln, um parente distante de Illinois, que estava concorrendo com Zachary Taylor na chapa Whig na eleição presidencial de 1848. (Worcester foi vencida pelo candidato do Solo Livre, Martin Van Buren, embora Taylor tenha vencido a eleição).
Depois de um ano como prefeito, Lincoln aposentou-se da política. Permaneceu ativo em um grande número de organizações cívicas, incluindo a American Antiquarian Society, da qual foi membro fundador em 1812 e, posteriormente, vice-presidente de 1854 até 1868, na Worcester Agricultural Society e na Massachusetts Historical Society. Também exerceu no Conselho de Supervisores da Leicester Academy. Saiu brevemente da aposentadoria política para exercer como eleitor presidencial do Partido Republicano nas eleições de 1864, votando no parente Abraham Lincoln. Morreu em Worcester no dia 29 de Maio de 1868 e foi sepultado em Worcester no Rural Cemetery.

## Família e legado
Lincoln casou-se com Penelope Winslow Sever no dia 6 de Setembro de 1807. Ela era descendente do governador da Colônia de Plymouth, Edward Winslow e membro da família Chandler de Worcester. O casal teve nove filhos, dos quais um morreu jovem e três outros morreram antes do pai.
Como consequência da importância da família Lincoln em Worcester, a cidade possui vários pontos de referência (ruas, edifícios e parques) com o nome Lincoln. Uma casa que Lincoln havia construído em 1834, enquanto aguardava a conclusão de sua mansão em 1836, está listada no Registro Nacional de Lugares Históricos como a Casa do Governador Levi Lincoln. A mansão, originalmente no lado oeste de Worcester, agora destaca-se como um estabelecimento comercial perto da entrada da Old Sturbridge Village em Sturbridge, Massachusetts.